# Дијего Бонета
Дијего Андрес Гонзалез Бонета (шп. Diego Andrés González Boneta; Мексико Сити, 29. новембар 1990) мексички је глумац, продуцент и певач. Постао је познат по улози у филму Време рока (2012) и биографској серији Луис Мигел: Серија (2018).
Године 2005. објавио је дебитантски студијски албум Diego са водећим синглом, „Responde”. Године 2006. снимио је бразилску верзију албума са песмама на португалском језику. Други албум објавио је 2008. године, под називом Indigo.

## Детињство, младост и држављанство
Бонета је рођен у Мексико Ситију, као син двоје инжењера. Његов отац је Мексиканац, док му је мајка рођена у САД, као ћерка оца Порториканца и мајке Шпанкиње. Има сестру и брата, Наталију и Сантјага, који су стекли утицај на друштвеним медијима због славе њиховог брата. Иако никада није познавао свог деду по мајци, Ота Бонету, текстописца и психијатра, Дијего му приписује заслуге за његов музички таленат.
Течно говори шпански и енглески језик. Има троструко држављанство: мексичко, америчко и шпанско.

## Филмографија

### Филм
| Година | Српски назив                   | Изворни назив | Улога            | Напомене           |
| ------ | ------------------------------ | ------------- | ---------------- | ------------------ |
| 2012.  | Време рока                     |               | Дру Боли         |                    |
| 2014.  |                                |               | Мајкл            |                    |
| 2015.  |                                |               | Арни             |                    |
| 2015.  |                                | Вил           |                  |                    |
| 2016.  | Пеле: Легенда је рођена        |               | Жозе Алтафини    |                    |
| 2017.  | Пре него што паднем            |               | господин Дајмлер |                    |
| 2017.  |                                |               | Гари             | кратки филм        |
| 2017.  |                                |               | Маркус           | сарадник продуцент |
| 2017.  | Титан                          |               | Икер Хернандез   |                    |
| 2017.  |                                | Џошуа         |                  |                    |
| 2017.  |                                | Брајан        |                  |                    |
| 2017.  |                                |               |                  |                    |
| 2018.  |                                |               | Ајзак            | кратки филм        |
| 2018.  |                                | Оли           |                  |                    |
| 2019.  | Терминатор: Мрачна судбина     |               | Дијего Рамос     |                    |
| 2020.  |                                |               | Брајан           |                    |
| 2020.  |                                | Данијел       |                  |                    |
| 2020.  | Љубав, венчања и друга очајања |               | Мак              |                    |
| 2020.  | Ловац на чудовишта             |               | Маршал           |                    |
| 2021.  |                                |               | Бен Гибон        |                    |
| 2022.  | Невестин отац                  |               | Адан Кастиљо     |                    |

### Телевизија
| Година     | Српски назив                            | Изворни назив   | Улога               | Напомене                             |
| ---------- | --------------------------------------- | --------------- | ------------------- | ------------------------------------ |
| 2002—2003. |                                         |                 | себе                | такмичар                             |
| 2004.      |                                         |                 | Кристијан Маритинез |                                      |
| 2004.      |                                         | Рикардо Санчез  |                     |                                      |
| 2005—2006. | Бунтовници                              |                 | Роко Безаури        | 2—3. сезона                          |
| 2005.      |                                         |                 | себе                | епизода: „Ел”                        |
| 2010.      | Зик и Лутер                             | Zeke and Luther | Тики Делгадо        | епизода: „Коџов најбољи пријатељ”    |
| 2010—2011. | Беверли Хилс, 90210: Следећа генерација | 90210           | Хавијер Луна        | 5 епизода                            |
| 2010—2011. | Слатке мале лажљивице                   |                 | Алекс Сантијаго     | 5 епизода                            |
| 2011.      | Опасне девојке 2                        |                 | Тајлер Адамс        | телевизијски филм                    |
| 2012.      |                                         |                 | себе                | архивски снимак                      |
| 2012—2013. |                                         |                 | Мајлс               | 12 епизоде                           |
| 2015.      |                                         |                 | Амрам               | 2. епизоде                           |
| 2015.      | Краљице вриска                          |                 | Пит Мартинез        | главна улога (1. сезона): 10 епизода |
| 2016.      | Девица Џејн                             |                 | Декс                | епизода: „Тридесет друго поглавље”   |
| 2017.      | Латиноамеричке музичке награде          |                 | водитељ             | додела награда                       |
| 2018—2021. | Луис Мигел: Серија                      |                 | Луис Мигел          | главна улога                         |

## Дискографија

### Студијски албуми
| Назив | Детаљи |
| ----- | --- |
|       | - Датум објављивања: 2005. (Мексико) 10. јул 2006. (Бразил) август 2006. (Чиле) 24. април 2007. (САД) - Формат: - Дискографска кућа: - Језик: шпански |
| ()    | - Датум објављивања: 10. јул 2006. (Бразил) - Формат: - Дискографска кућа: - језик: португалски и шпански                                             |
|       | - Датум објављивања: 25. март 2008. (Мексико) - Формат: - Дискографска кућа: - Језик: шпански и енглески                                              |